# 迈克·普莱斯特伍德·史密斯
迈克·普莱斯特伍德·史密斯（英語：Mike Prestwood Smith），美国音频工程师。他因电影菲利普船长提名奥斯卡最佳音响效果奖。自1996年起，史密斯参与了超过100部电影的制作。

## 部分影视作品
- 菲利普船长 (2013)[1]